# Osvaldo Lagos
 Luis Osvaldo Lagos Álvarez (21 de diciembre de 1935) es un actor de teatro y televisión chileno.

## Trayectoria
Estudió teatro en la Universidad de Chile. En el Teatro Nacional actuó en obras como Las mocedades del Cid, Otelo, El Mercader de Venecia y Martín Rivas. Fue actor y director del Teatro Teknos de la UTE, entre los años 1969 y 1976, actuando en obras como La escuela de las mujeres, Volpone, Homo chilensis y La fierecilla domá. Fue actor de la Sociedad de Arte Escénico del teatro municipal, además de en compañías independientes, como Silvia Piñeiro y Liliana Ross.
En televisión ha actuado en diversas teleseries y teleteatros desde la década de 1960. En TVN protagonizó el teleteatro O'Higgins y la miniserie Amelia, actuando además en La gran mentira y El juego de la vida, dirigidas por Herval Rossano, y también en muchas de las producciones de este canal.
Es profesor de expresión oral y actor y director de doblajes en películas.

## Teleseries
- La gran mentira (TVN, 1982) - ¿?
- El juego de la vida (TVN, 1983) - ¿?
- La Villa (TVN, 1986) -  Liberona
- Adrenalina``(Canal 13, 1996) - Martin Cordero
- Rossabella (Mega, 1997) - ¿?
- A todo dar (Mega, 1998) - René Ruiz-Tagle.
- Cerro Alegre  (Canal 13, 1999)                          - Lautaro
- Santo Ladrón (TVN, 2000) -  Médico
- Amores de mercado (TVN, 2001) -  Médico
- Machos (Canal 13, 2003) - Tío Sebastián
- Primera dama (Canal 13, 2010) - ¿?
- Soltera otra vez (Canal 13, 2013) - Luis Fernández

## Participaciones especiales
- 12 Días que estremecieron a Chile (Chilevisión, 2016) - Hernán
- Teletarde (Canal 13, 1976–1978) - Conductor
- Teleduc (Canal 13, 1977) - Conductor
- Aquí, Ahora (Canal 13, 1977–1978) - Conductor del bloque informativo
- Mea Culpa (TVN, 2006) - Peluquero, Capítulo 1, El Guardia